# Linus Söderström
Linus Roger Söderström, född 23 augusti 1996 i Stockholm, är en svensk ishockeymålvakt som spelar för Skellefteå AIK i SHL. Hans moderklubb är Värmdö HC.
Linus Södertröm spelade för Sveriges juniorlandslag i junior-VM 2015 och 2016.
Söderström var förstemålvakt i HV71 i SHL-slutspelet 2017, vilket HV71 vann. Samma år var Söderström nominerad till "Årets rookie" och "Årets målvakt" i SHL-awards.
Linus Söderström är yngre bror till fotbollsspelaren Tim Waker.
Söderström fick diagnoserna Aspergers syndrom och ADHD när han var sju år, något han berättat om i flera intervjuer.

## Klubbar
- Djurgårdens IF J20, Superelit (2011/2012 - 2014/2015)
- Djurgårdens IF, SHL (2014/2015)
- Södertälje SK, Allsvenskan (2014/2015) (lån)
- Almtuna IS, Allsvenskan (2014/2015) (lån)
- HC Vita Hästen, Allsvenskan (2015/2016) (lån)
- HV71, SHL (2016/2017)
- HV71, SHL (2017/2018) (lån)
- Bridgeport Islanders, AHL (2018/2019 - 2019/2020)
- Worcester Railers, ECHL (2019/2020)
- Ässät, Liiga (2020/2021 - 2021/2022)
- Skellefteå AIK, SHL (2022/2023 - )

## Källhänvisningar